# زاوية أبو مسلم
قرية زاوية أبو مسلم هي إحدى القرى التابعة لمركز أبو النمرس في محافظة الجيزة في جمهورية مصر العربية. حسب إحصاءات سنة 2006، بلغ إجمالي السكان في زاوية أبو مسلم 16873 نسمة، منهم 8764 رجل و8109 امرأة.